# プラチナ17
「プラチナ17」（プラチナセブンティーン）は、yozuca*の20枚目のシングル。2012年8月8日にLantisから発売された。

## 概要
前作「ダ・カーポIII 〜キミにささげる あいのマホウ〜」から約4ヶ月ぶりのリリースであり、2012年2作目のシングル。
表題曲「プラチナ17」は、テレビアニメ『だから僕は、Hができない。』のエンディングテーマに起用された。自身のシングル表題曲がテレビアニメの主題歌に起用されるのは17枚目のシングル「S.S.D!」以来3作ぶり。
ディスクジャケットには、表題曲「プラチナ17」が起用されたテレビアニメ『だから僕は、Hができない。』に登場するキャラクターのリサラ・レストール、大倉美菜、キュール・ゼリア、福宗イリアが描かれている。イラストはアニメーション制作を手掛けたfeel.による描き下ろし。
2012年8月20日付のオリコン週間シングルチャートで107位、Billboard JAPAN Hot Singles Salesで100位を獲得した。

## 批評
CDジャーナルは、「爽やかな歌である。」と評した。

## 収録曲
（全作詞・作曲：yozuca*）
1. プラチナ17 [3:31]
編曲：黒須克彦
  - テレビアニメ『だから僕は、Hができない。』エンディングテーマ

起用された『だから僕は、Hができない。』の主人公の加賀良介が17歳という青春真っ盛りな時期にいるので、「その時にやりたい事や経験できる事を思い切りやった方が良い」という思いが込められている[5]。
2. 分かんないや [3:46]
編曲：R・O・N
3. プラチナ17（Off Vocal）
4. 分かんないや（Off Vocal）